# Bogsering

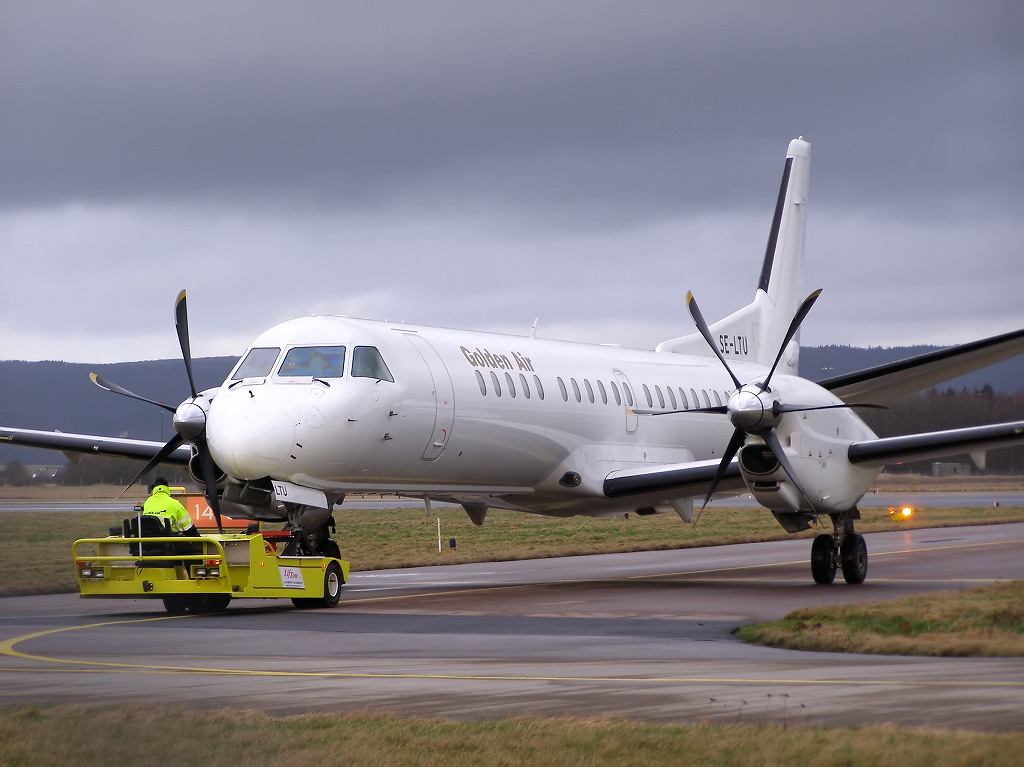
Bogsering av ett flygplan av typ Saab 2000 i Helsingfors

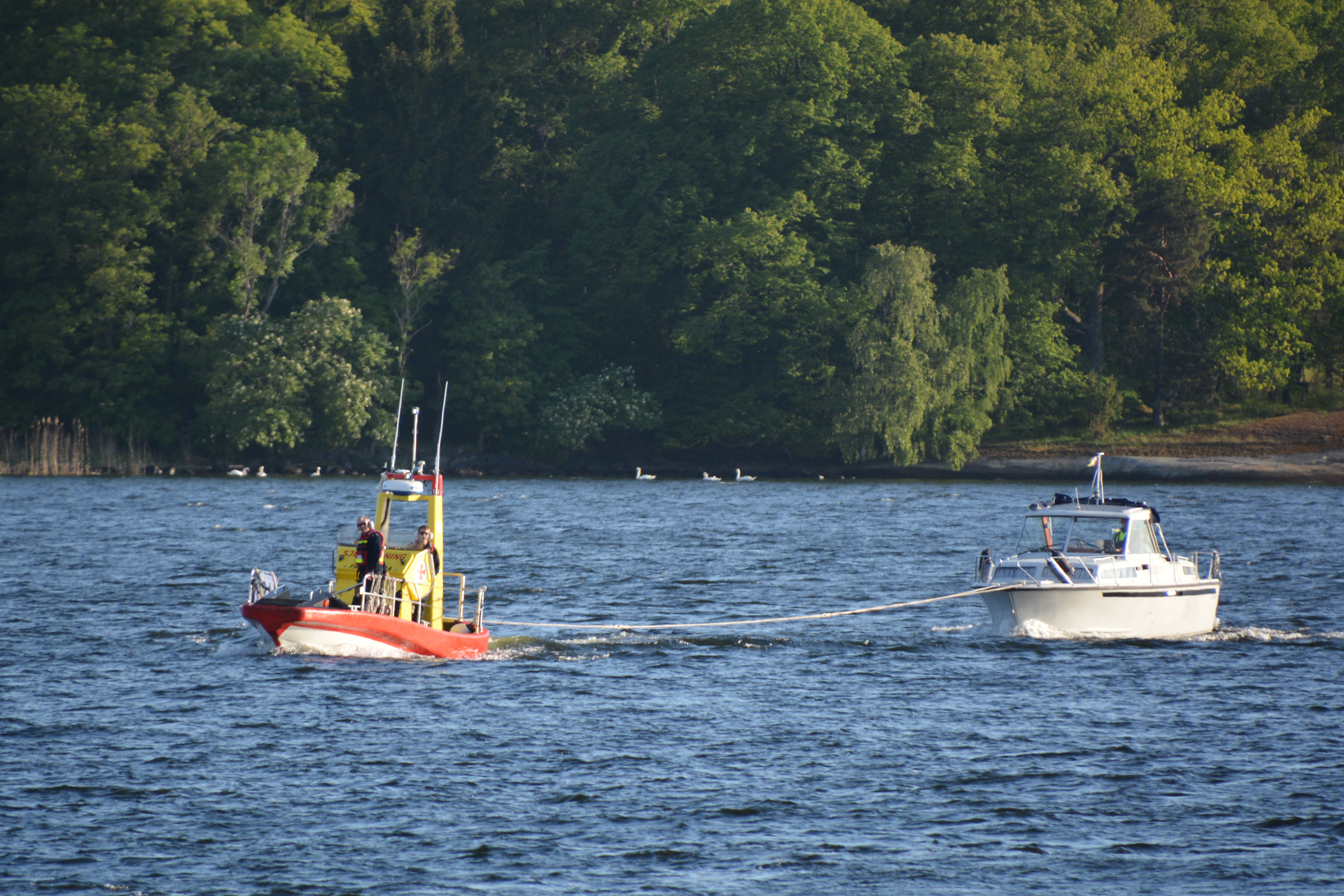
Rescue Pantamera bogserar fritidsbåt sjönöd till Vaxholm efter motorproblem

Bogsering är att dra något efter sig. Med bogserbåt en pråm eller annan båt, med bil eller traktor en bil eller annat fordon. Vid bogsering på land använder man sig av en så kallad bogserlina eller, vid bogsering av större fordon, en bogserstång. Metoden att dra skidåkande eller cykelburna infanterister efter ett motordrivet fordon kallas tolkning. Tolkning brukar även vara benämning för namn på civil bogsering av sparkstöttingar, cyklar, skridskoåkare, med mera, efter vanligtvis motoriserade fordon. Ett flertal av dessa typer av tolkningar är otillåtna, troligtvis på grund av att sådan tolkning kan utgöra säkerhetsrisker. Bogsering är förbjuden på motorväg, om inte fordonet råkat ut för ett så kallat nödstopp och inte kan ta sig därifrån på egen hand. Då får man bogsera till närmaste avfart, men skall hålla sig i vägrenen.
En personbil som bogserar en annan personbil får max köra i 30 km/h. Om fordonet är särskilt inrättat för bärgning och bogsering av skadade fordon får det köra i max 40 km/h. En av de vanligaste typerna av bogsering är bärgningsbogsering eller bogsering av fordon. Bärgningsbogsering är när en bärgningsbil transporterar en trasig eller havererad bil.